# Таанит
«Таанит» (др.-евр. תענית‬, ta’anith — «пост») — трактат в Мишне, Тосефте, Вавилонском и Иерусалимском Талмуде, в разделе Моэд. Трактат посвящён преимущественно законам соблюдения общественных постов. В большинстве изданий этот трактат занимает девятое место в разделе; в Иерусалимском талмуде он именуется «Таанийот» (תעניות‬ — «Посты»).

## Предмет рассмотрения
В Библии содержатся неоднократные указания на факт соблюдения постов, например, Исх. 34:28, Суд. 20:26, 3Цар. 21:8—12, Иер. 36:9, Иоил. 2:15—17 и т. д. Общественные посты объявлялись царями или руководителями местных общин; соблюдение добровольного поста могли принимать на себя и отдельные люди. Постились в знак траура (2Цар. 1:12), по случаю бедствия (например, засухи или нашествия саранчи, Иоил. 1:14), в качестве акта, сопровождавшего молитву (Дан. 9:3), и т. д. Пост заключался в полном отказе от еды и питья, как правило, с рассвета до вечера или в течение суток; были и многодневные посты. Моисеев закон содержит указание на необходимость соблюдения поста в праздник Йом-кипур:

Также в девятый [день] седьмого месяца сего, день очищения, да будет у вас священное собрание; смиряйте души ваши (ועניתם את נפשתיכם — имеется в виду пост) и приносите жертву Господу.
— Лев. 23:27
В дальнейшем были введены общественные посты в память о печальных событиях еврейской истории: семнадцатое тамуза, девятое ава и т. д. Поскольку эти посты соблюдаются и в настоящее время, трактат «Таанит» сохраняет свою актуальность до сих пор; с другой стороны, трактат описывает традиции, соблюдавшиеся в эпоху Второго храма, поэтому представляет большой исторический интерес.

## Содержание
Трактат «Таанит» в Мишне состоит из 4 глав и 34 параграфов. Как и многие другие трактаты Талмуда, он завершается любопытными материалами агадического характера.
- Глава первая определяет, в каком периоде года молятся о ниспослании дождя и по какому расписанию назначаются посты в случае зимней засухи. Дожди в земле Израильской выпадают осенью и зимой. Если в середине осени дожди не начинались, объявлялись добровольные посты от рассвета до заката. По прошествии двух недель назначались обязательные посты, а если и после этого дождя не было, то строгие посты, в которые, кроме еды и питья, запрещалась работа, умывание, умащение, надевание обуви и интимная близость.
- Глава вторая описывает ритуал проведения общественного поста. Синагогальный ковчег выносили на городскую площадь, там же читали общественную молитву с особыми вставками. В конце главы сообщается об ограничениях на назначение общественных постов в определённые дни.
- Глава третья описывает, в каких случаях назначается общественный пост: засуха, мор, болезни зерновых культур, нашествие саранчи или диких зверей, война; приводятся примеры.
- Глава четвёртая описывает соблюдавшийся в эпоху Второго храма обычай «маамад» (מעמד — букв. «стояние»). Священники-аарониды служили в храме по определённому графику: каждую неделю — представители определённой местности. Прочие жители этой местности в эту неделю собирались в синагогах, читали особые молитвы и постились, в чём и заключался обычай. В конце главы описаны обычаи поста девятого ава и праздника 15 Ава[1].

## Затрагиваемые темы
- В Мишне, 2:8 содержится ссылка на «Свиток постный» (ספר תענית) — составленный в I в. н. э. список дат, в которые происходили радостные события еврейской истории, и в которые поэтому запрещался пост и траурные церемонии. Этот документ, имеющий важное историческое значение, сохранял ещё силу во время написания Мишны.
- Мишна, 3:8 запрещает молиться о прекращении дождя.
- Обе Гемары к трактату «Таанит» содержат значительный материал в области агад, рассказов и легенд. Здесь содержится рассказ ο хранившихся в храме трёх свитках Торы разных редакций: относительно сомнительных мест обращались за разрешением ко всем трём свиткам, и если в двух из них смысл был одинаковый, то считался правильным (Иерушалми, 68а). В Вавилонском талмуде рассказано ο Никодиме бен-Горионе (19б — 20а); о Хони Ха-Меагеле, проспавшем семьдесят лет (23а), и др.[1]